# Léonie Kastner-Boursault
Pour les articles homonymes, voir Léonie.
Léonie Amable Alberte Kastner-Boursault (née le 8 juillet 1820 à Paris et décédée le 17 janvier 1888 à Kehl) est la plus jeune fille du comédien et metteur en scène Jean-François Boursault et de sa seconde épouse Rose Alberte Bocquillon.
En 1837, elle se marie avec le compositeur Jean-Georges Kastner, d'abord son professeur de musique avec qui elle a deux fils, dont le physicien Frédéric Kastner, inventeur du pyrophone, un instrument de musique proche de l'orgue.
Elle rencontre en 1872 Henry Dunant, fondateur du mouvement de la Croix-Rouge et, plus tard, lauréat du prix Nobel de la paix. Elle devient une amie proche, lui confie la commercialisation du pyrophone et fait un long voyage en Italie avec lui.

## Postérité
Elle repose auprès de Frédéric Kastner au cimetière Saint-Gall de Strasbourg.
Son père avait donné son nom au passage Léonie ouvert en 1840, devenue la rue Henner dans le 9e arrondissement en 1908.
La Ville de Paris a donné son nom à la voie Léonie-Kastner, proche de l'allée Henry-Dunant, dans le 14e arrondissement.